# 아프리카의 전통 종교
아프리카의 전통 종교에 관한 내용이다.

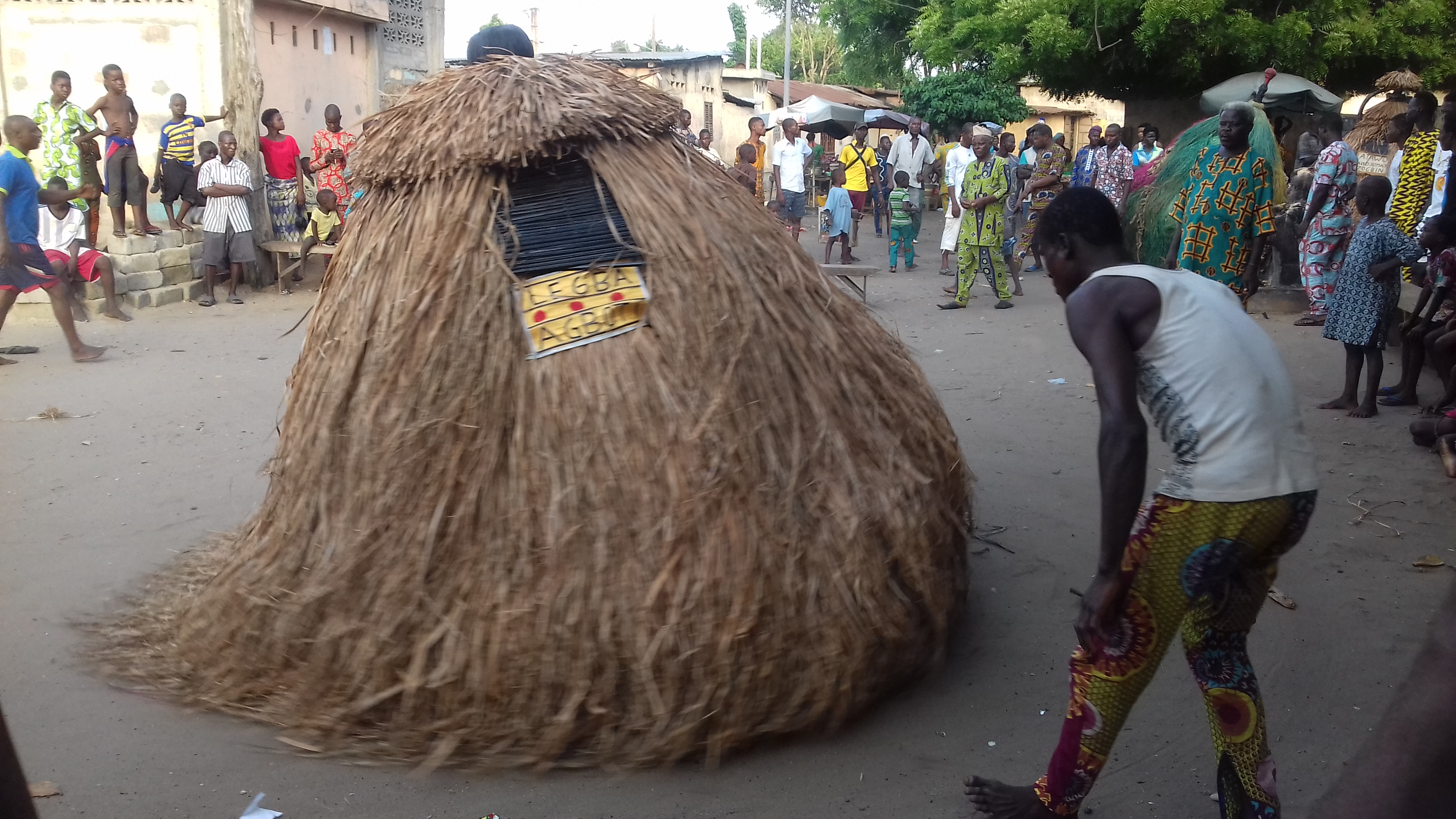
장베토를 선보이는 베냉 현지 행사

아프리카 사람들의 신앙과 관습은 매우 다양하며, 다양한 민족 종교도 포함된다. 일반적으로 이러한 전통은 경전이 아닌 구전으로 이루어지며 이야기, 노래, 축제를 통해 한 세대에서 다른 세대로 전해진다. 여기에는 영혼과 더 높고 낮은 신에 대한 믿음(때로는 최고 존재를 포함함), 죽은 자에 대한 숭배, 마법 사용, 아프리카의 전통 의학 등이 포함된다. 대부분의 종교는 다양한 다신교적 측면과 범신론적 측면을 지닌 정령숭배적 종교로 묘사될 수 있다. 인류의 역할은 일반적으로 자연과 초자연적인 것을 조화시키는 것으로 간주된다. 이들은 일반적으로 질서 있는 집단 생활을 뒷받침하는 영적 힘과 이를 위협하는 영적 힘에 의한 개인적 경험의 현실을 설명하려고 한다. 아브라함 종교와 달리 아프리카 전통 종교는 이상화가 아니다. 이들은 현실을 있는 그대로 받아들이려고 노력한다.

## 같이 보기
- 민간신앙